# Етумбі
Етумбі — населений пункт в провінції Кювет-Вест на північному заході Республіки Конго. Більшість населення живуть полюванням в місцевому лісі.
Етумбі — одне з вогнищ недавнього спалаху хвороби, яку спричинює вірус Ебола, яка виникла через поїдання місцевим населенням м'яса полеглих тварин з лісу. У 2003 році від хвороби померли 120 чоловік. Спалах, зафіксований в травні 2005 року, призвів до введення карантину на території Етумбі.